# Хазифа Демировић
Хафиза Демировић (1928-2000)  је била  прва  адвокатица и посланица у Скупштини Србије бошњачког порекла. Њена каријера била је обележена ангажманом у различитим секторима, истичући се својом преданошћу и успехом.

## Биографија
Хафиза Демировић је почела као секретар Антифашистичког фронта жена у Тутину, након чега је обављала одговорне функције као помоћник управника Дома здравља у Тутину и начелница Одељења за општу управу општине Тутин. Њено политичко деловање одвијало се и кроз улогу посланице у Организацио-политичком вијећу Скупштине Социјалистичке Републике Србије.
Демировић је такође била правница и директорка Комуналног завода за социјално осигурање у Новом Пазару, где је својим радом допринела унапређењу социјалне заштите. Њен изузетан допринос друштвеним и политичким питањима, као и њен професионални ангажман, учинили су  да постане успешна самостална адвокатица.
Њена каријера светли као пример храбре и одлучне жене која је својим радом обликовала и унапредила друштво у коме је живела.